# Karos depressus
Karos depressus is een hooiwagen uit de familie Stygnopsidae.